# Drake Vs. Lil Wayne
Drake vs Lil Wayne fue una gira de conciertos por parte del rapero canadiense Drake y el rapero Norteamericano Lil Wayne. En cada concierto, ambos raperos se enfrentaron en una batalla mano a mano para determinar cuál era "el mejor rapero del mundo".

## Actos de apertura
Phuong Nguyen -- Dallas
- YG*
- Yo Gotti
- PartyNextDoor
- G-Eazy
- ILoveMakonnen

## Lista de temas
Apertura:
1. "Blunt Blowin"
2. "We Be Steady Mobbin'"
3. "Draft Day"
4. "We Made It"
5. "The Language"

Lil Wayne:
1. "Mr. Carter"
2. "Money on My Mind"
3. "D'usse"
4. "Da Sky Is Da Limit"

Drake:
1. "Headlines"
2. "Up All Night"
3. "Over"
4. "Crew Love"

Lil Wayne:
1. "Go DJ"
2. "Pop Bottles"
3. "Hustler Musik"
4. "Leather So Soft"
5. "Drop the World"

Drake:
1. "Pop That"
2. "All Me"
3. "Versace (remix)"
4. "Own It"
5. "Find Your Love"
6. "Marvin’s Room"
7. "Hold On, We're Going Home"

Lil Wayne:
1. "How to Love"
2. "I'm Single"
3. "Mrs. Officer"
4. "Every Girl"
5. "Lollipop"
6. "Make It Rain"

Drake:
1. "I'm on One" (Both)
2. "No New Friends"
3. "Love Me" (Both)

Batalla Rap:
1. "Bandz a Make Her Dance" - Lil Wayne
2. "No Lie" - Drake
3. "Duffle Bag Boy" - Lil Wayne
4. "Loyal" - Lil Wayne
5. "Who Do You Love" - Drake
6. "6 Foot 7 Foot" - Lil Wayne
7. "Rich As Fuck" - Lil Wayne
8. "Trophies" - Drake
9. "Started from the Bottom" - Drake
10. "No Worries" - Lil Wayne
11. "A Milli" - Lil Wayne
12. "0 to 100" - Drake
13. "Worst Behavior" - Drake

Drake y Lil Wayne:
1. "The Motto"
2. "Grindin'"
3. "Believe Me"
4. "HYFR"

## Shows
| Fecha                                | Ciudad           | Lugar                                              | Apertura  | Ganador   |
| ------------------------------------ | ---------------- | -------------------------------------------------- | --------- | --------- |
| 8 de agosto de 2014                  | Darien           | Darien Lake Performing Arts Center                 | Lil Wayne | Drake     |
| 9 de agosto de 2014                  | Noblesville      | Klipsch Music Center                               | Lil Wayne | Drake     |
| 10 de agosto de 2014                 | Tinley Park      | First Midwest Bank Amphitheatre                    | Lil Wayne | Drake     |
| 12 de agosto de 2014                 | Saratoga Springs | Saratoga Performing Arts Center                    | Lil Wayne | Drake     |
| 13 de agosto de 2014                 | Hartford         | XFINITY Theatre                                    | Lil Wayne | Drake     |
| 15 de agosto de 2014                 | Cincinnati       | Riverbend Music Center                             | Lil Wayne | Drake     |
| 16 de agosto de 2014                 | Clarkston        | DTE Energy Music Theatre                           | Lil Wayne | Draw      |
| 17 de agosto de 2014                 | Burgettstown     | First Niagara Pavilion                             | Lil Wayne | Lil Wayne |
| 19 de agosto de 2014                 | Forest Hills     | Forest Hills Tennis Stadium                        | Lil Wayne | Drake     |
| 21 de agosto de 2014                 | Camden           | Susquehanna Bank Center                            | Lil Wayne | Drake     |
| 25 de agosto de 2014                 | Mansfield        | XFINITY Center                                     | Lil Wayne | Draw      |
| 26 de agosto de 2014                 | Holmdel Township | PNC Bank Arts Center                               | Lil Wayne | Drake     |
| 27 de agosto de 2014                 | Virginia Beach   | Farm Bureau Live                                   | Lil Wayne | Drake     |
| 29 de agosto de 2014                 | Bristow          | Jiffy Lube Live                                    | Lil Wayne | Draw      |
| 30 de agosto de 2014                 | Charlotte        | PNC Music Pavilion                                 | Lil Wayne | Drake     |
| 31 de agosto de 2014                 | Atlanta          | Aaron's Amphitheatre at Lakewood                   | Lil Wayne | Draw      |
| 3 de septiembre de 2014              | West Palm Beach  | Cruzan Amphitheatre                                | Lil Wayne | Lil Wayne |
| 4 de septiembre de 2014              | Tampa            | MidFlorida Credit Union Amphitheatre               | Lil Wayne | Drake     |
| 6 de septiembre de 2014              | Austin           | Austin360 Amphitheater                             | Lil Wayne | Drake     |
| 7 de septiembre de 2014              | Dallas           | Gexa Energy Pavilion                               | Lil Wayne | Drake     |
| 10 de septiembre de 2014             | Morrison         | Red Rocks Amphitheatre                             | Lil Wayne | Draw      |
| 11 de septiembre de 2014             | West Valley City | USANA Amphitheatre                                 | Lil Wayne | Lil Wayne |
| 13 de septiembre de 2014             | Ridgefield       | Sleep Country Amphitheater                         | Lil Wayne | Drake     |
| 14 de septiembre de 2014             | Auburn           | White River Amphitheatre                           | Lil Wayne | Drake     |
| 16 de septiembre de 2014             | Mountain View    | Shoreline Amphitheatre                             | Lil Wayne | Drake     |
| 17 de septiembre de 2014 (Cancelled) | Wheatland        | Sleep Train Amphitheatre (Wheatland, California)   |           |           |
| 19 de septiembre de 2014             | Irvine           | Verizon Wireless Amphitheatre                      | Lil Wayne | Drake     |
| 20 de septiembre de 2014             | Chula Vista      | Sleep Train Amphitheatre (Chula Vista, California) | Lil Wayne | Lil Wayne |
| 22 de septiembre de 2014             | Los Ángeles      | Hollywood Bowl                                     | Lil Wayne | Drake     |
| 25 de septiembre de 2014             | Phoenix          | Ak-Chin Pavilion                                   | Lil Wayne | Draw      |
| 27 de septiembre de 2014             | The Woodlands    | Cynthia Woods Mitchell Pavilion                    | Lil Wayne | Draw      |